# Suzanne Dumont
Suzanne Dumont (1883-1969), est une artiste belge, principalement active dans le domaine des arts décoratifs durant la première moitié du XXe siècle. Elle a pratiqué, entre autres, la reliure. Son travail a été exposé à l'exposition de La Libre Esthétique à Bruxelles en 1914 et à l'Exposition internationale des Arts décoratifs et industriels modernes à Paris en 1925.

## Jeunesse et formation
Suzanne Marie Mathilde Dumont (appelée aussi Tuyon) est née le 12 juin 1883 à Saint-Gilles. Son père est l'avocat et journaliste Herman Dumont (1823-1892) et sa mère Georgina Devos (1860-1837). Elle est la petite-nièce de l'architecte Albert Dumont (1853-1920). Elle épouse Anatole Mühlstein (1889-1957), un diplomate polonais le 6 février 1913. Le couple divorce vers 1926. sans avoir d'enfants. Elle a probablement grandi à Bruxelles dans un milieu aisé et été formée aux arts décoratifs, notamment à la reliure, dans une institution bruxelloise où elle a suivi le cours d'Adolphe Crespin.
Elle décède en 1969 à Ixelles.

## Carrière professionnelle et reconnaissance
On sait peu de choses sur la carrière professionnelle de Suzanne Dumont. En 1914, elle présente ses reliures à l'exposition de La Libre Esthétique à Bruxelles. À cette époque, elle réside au 52 rue Capouillet à Saint-Gilles,. En 1925, elle participe à l'Exposition internationale des Arts décoratifs et industriels modernes à Paris. À cette époque, elle vit toujours à Bruxelles. Lors de cette exposition, elle présente une grande diversité d'objets : des reliures, des plats, des vases et des boîtes peintes. En 1925, elle dessine également une couverture pour l'œuvre littéraire La Vie des abeilles de Maurice Maeterlinck (1901).
Suzanne Dumont a un style classique modernisé qui lui est propre. Les critiques apprécient le fait qu'elle tienne compte du contenu d'un livre pour réaliser sa couverture.

## Prix
En 1925, elle reçoit une médaille de bronze pour sa contribution à l'Exposition internationale des Arts décoratifs et industriels modernes.